# Luchetto Grimaldi
Luchetto Grimaldi, anche Lucchetto (1210 circa – 1272 circa), è stato un ammiraglio e politico italiano.

## Biografia
Era membro della nota casata genovese, figlio di Grimaldo di Oberto. Suo cugino quasi omonimo, Luca Grimaldi, figlio di Ingone di Oberto, fu anch'egli diplomatico e figura di spicco della Genova guelfa di quegli stessi anni.
Dopo aver ricoperto cariche cittadine nella sua città, nel 1242 fu nominato podestà di Milano, a seguito della morte di Pagano della Torre, capo della fazione antimperiale e antifedericiana. La fortunata spedizione contro Como, alleata di Federico II, fu condotta personalmente dal Grimaldi che mise a sacco il territorio comasco fino alle porte della città rivale.
Negli anni cinquanta acquisì il controllo del feudo piccolo, ma strategicamente importante, di Pietralata, oggi Prelà.
Nel 1261 il suo nome figura fra i firmatari del trattato con Michele Paleologo, allora imperatore di Nicea.
Con la vittoria di Carlo d'Angiò a Benevento (febbraio 1266) e il trionfo in tutta Italia della fazione guelfa, i Grimaldi, che avevano da tempo stretto legami con il conte di Provenza, vennero ad assumere una posizione di primo piano nel governo del Comune.
Nella primavera del 1267, Luchetto fu nominato ammiraglio di una flotta di 25 galee destinata alla conquista di Acri, allora alleata dei Veneziani, nell'ambito della cosiddetta guerra di San Saba, 
Giunto ad Acri in agosto, il Grimaldi assaltò la cosiddetta torre delle Mosche, che controllava l'imboccatura del porto, e la conquistò. Poi pose le galee in modo da sbarrare l'entrata e l'uscita delle navi dal porto, per prendere la città per fame, ma dovette ritirarsi all'arrivo improvviso di 20 galee veneziane al comando di Giacomo Dondulo, che inferse notevoli perdite alla flotta genovese; devastante fu poi in Sicilia, sulla rotta del ritorno, l'inopportuna intromissione da parte del Grimaldi nella sollevazione antiangioina dei ribelli svevi, che catturarono e affondarono alcune galee genovesi.
Ma i fatti diedero ragione al Grimaldi, che, a fronte del clima di opportunistica neutralità che il comune di Genova aveva scelto di perseguire, poté con disinvoltura ottenere i favori del re angioino e svolgere ancora una volta un ruolo di primo piano nella politica della città, sfruttando al meglio, grazie al trattato di alleanza firmato nel giugno 1269 tra Genova e Carlo d'Angiò, la situazione di particolare privilegio nei commerci con l'Italia meridionale.
Nel 1270 riuscì inoltre a ottenere l'incarico di podestà di Ventimiglia, città che si trovava in una posizione chiave, tra il territorio genovese e quello provenzale, per gli interessi dei Grimaldi; ma l'elezione fu fortemente avversata dalla famiglia Curlo e ne scaturirono delle lotte tra le fazioni avverse. Contemporaneamente a Genova le eccessive concessioni offerte dai Grimaldi a Carlo I d'Angiò accrebbero gli attriti con i Doria e gli Spinola, casate di parte ghibellina, le quali, a seguito di una sollevazione popolare, prendevano la supremazia in città. Convocato a Genova, Luchetto Grimaldi fu costretto all'esilio durante il quale morì, probabilmente intorno al 1272.
Ebbe numerosa prole, tra cui Filippo, Pietro e Barnaba, da cui discese la linea dei signori di Boglio (Beuil) nella Contea di Nizza.